# Emscher Landschaftspark

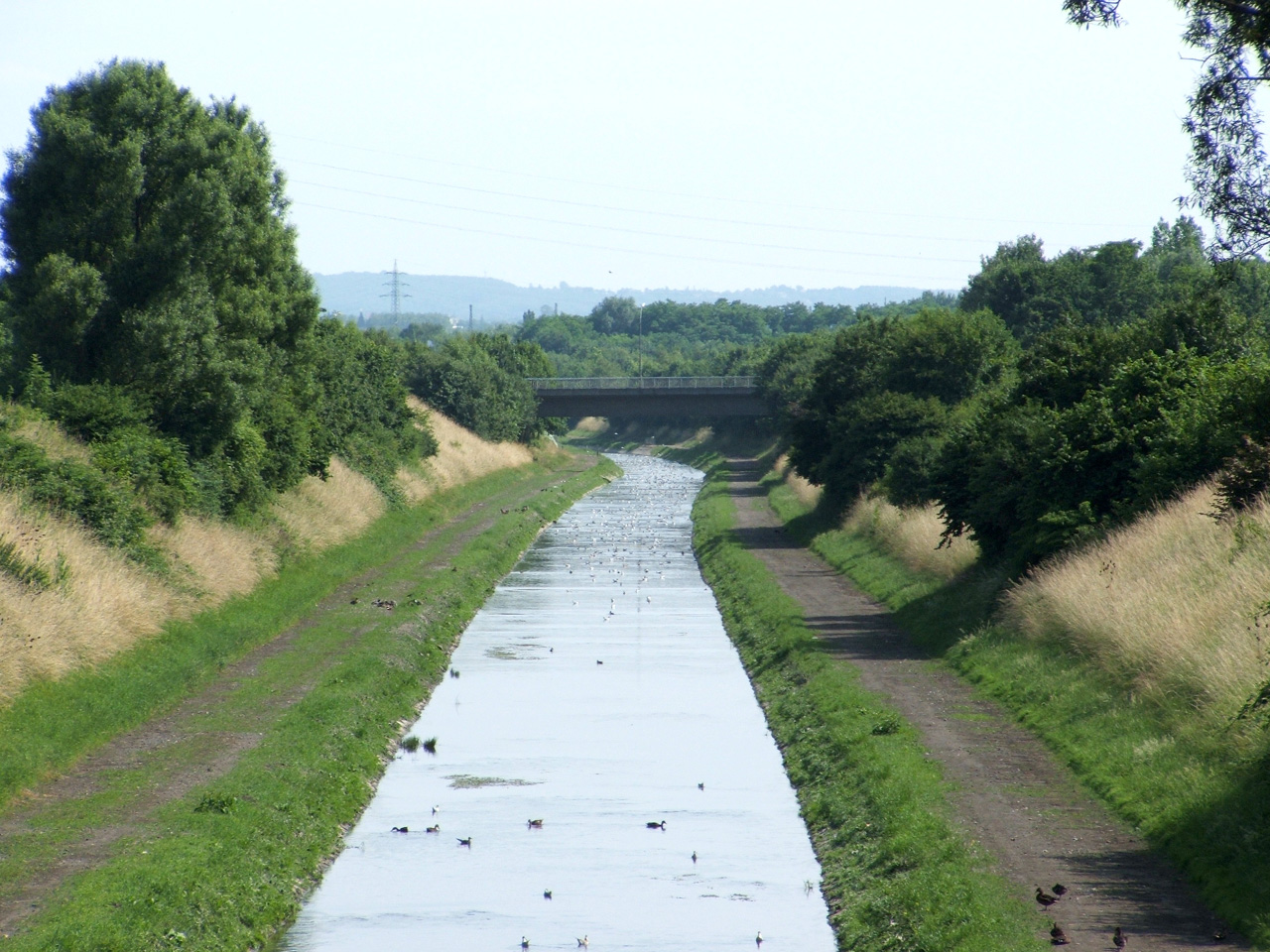
Der Emscher Landschaftspark bei Dortmund

Der Emscher Landschaftspark ist ein Regionalpark im nördlichen Ruhrgebiet. Er ist ein regionales Kooperationsprojekt zur Schaffung eines zusammenhängenden Park-Systems.
Er umfasst eine Fläche von 457 Quadratkilometern zwischen Duisburg und Bergkamen und ist eine Kooperation zwischen RVR, Kommunen, Land NRW, den Bezirksregierungen und Emschergenossenschaft/Lippeverband.

## Konzept
Durch die industrielle und montane Vergangenheit der Region ist die Naturlandschaft des Ruhrgebiets stark besiedelt, zerstückelt, vielfach verändert und mancherorts zerstört. Ziel des Landschaftsparks ist die Schaffung eines neuen Parktyps, der unterschiedliche Freiräume miteinander verbindet: Gebiete der erhaltenen vorindustriellen Kulturlandschaft, Bereiche der seit 1920 definierten Regionalen Grünzüge, industrielle Landschaft und postindustrielle Landschaft.
Das Konzept des Emscher Landschaftsparks wurde während der Internationalen Bauausstellung Emscher Park entwickelt. Der über eine Fläche von etwa 450 km2 entstehende Emscher Landschaftspark greift die Idee der sieben „Regionalen Grünzüge“ aus den 1920er Jahren auf und vernetzt die in den 1970er Jahren entstandenen Revierparks. Das Konzept, an dem 20 Städte und zwei Kreise beteiligt sind, umfasst insgesamt 178 fertiggestellte Projekte und 248 laufende oder zukünftige Einzelprojekte. Die neuere Entwicklung des Emscher Landschaftsparks wird dokumentiert im Masterplan ELP 2010, der von den 20 beteiligten Städten und regionalen Institutionen von 2002 bis 2005 erarbeitet wurde. Er definiert die Grundfläche des Parks, stellt eine Übersicht der Projekte zusammen und benennt die Leitthemen der Entwicklung (Neues Emschertal, Standort, Ökologie, Infrastruktur, Kultur, Urbane Land- und Forstwirtschaft, Entwicklungs- und Vegetationsmanagement). Das Konzept wurde 2009 vom Bundesverkehrsministerium mit dem Nationalen Preis für integrierte Stadtentwicklung und Baukultur ausgezeichnet.
2019 wurde ein Evaluierungsbericht herausgegeben, der die bisherigen Umsetzungen und die zukünftigen Pläne beschreibt.
Der Regionalverband Ruhr (RVR) hat die Trägerschaft für den Emscher Landschaftspark 2004 übernommen und verantwortet seitdem die Aufgabenfelder Konzeption, Moderation und Koordination, Pflege, Öffentlichkeitsarbeit, die Realisierung weiterer Bauprojekte und weitere Projekte wie der Route Industrienatur.
Das Land NRW und der RVR haben 2017 den Trägerschaftsvertrag verlängert.
Damit verbunden ist die Verpflichtung, die 15 regional bedeutsamen Standorte im Emscher Landschaftspark gemeinsam mit den Standortbetrieben für weitere zehn Jahre zu pflegen.

## Beteiligte
Beteiligt sind die Städte Duisburg, Oberhausen, Mülheim an der Ruhr, Essen, Bottrop, Gelsenkirchen, Herne, Herten, Recklinghausen, Bochum, Dortmund, Lünen, Waltrop, Castrop-Rauxel, Kamen, Bergkamen, Werne und die Gemeinden Holzwickede sowie Bönen. Des Weiteren sind die Kreise Recklinghausen und Unna angeschlossen, sowie das Land NRW, der Regionalverband Ruhr und die Emschergenossenschaft.

## Einzelprojekte
- Kokerei Hansa Dortmund
- Route der Industriekultur
- Nordsternpark
- Landschaftspark Duisburg-Nord
- Gasometer Oberhausen
- Schiffshebewerk Henrichenburg
- Energiepark Mont-Cenis

## Auszeichnungen
Das Projekt wurde 2016 mit dem Europäischen Gartenpreis in der Kategorie   „Großräumiges Grünkonzept“ ausgezeichnet.